# Copablepharon hopfingeri
Copablepharon hopfingeri är en fjärilsart som beskrevs av John G. Franclemont 1954. Copablepharon hopfingeri ingår i släktet Copablepharon och familjen nattflyn. Inga underarter finns listade i Catalogue of Life.